# Coppa del mondo di tiro 2023
La Coppa del mondo di tiro 2023 (in inglese 2023 ISSF World Cup) è stata la 37ª edizione della competizione annuale organizzata dalla International Shooting Sport Federation.

## Calendario
Il calendario di questa edizione prevedeva 12 tappe.
| Tappa | Date                    | Luogo            | Tipo                                       | Sede                                            |
| ----- | ----------------------- | ---------------- | ------------------------------------------ | ----------------------------------------------- |
| 1     | 11 - 24 gennaio         | Rabat            | Tiro a volo                                | Club Les Chênes Shooting Range                  |
| 2     | 27 gennaio - 7 febbraio | Giacarta         | Tiro a segno                               | Senayan Shooting Range                          |
| 3     | 17 - 24 febbraio        | Il Cairo         | Tiro a segno                               | Egypt International Olympic City Shooting Range |
| 4     | 4 - 13 marzo            | Doha             | Tiro a volo                                | Lusail Shooting Range                           |
| 5     | 20 - 31 marzo           | Bhopal           | Tiro a segno                               | Madhya Pradesh Shooting Academy                 |
| 6     | 25 marzo - 3 aprile     | Larnaca          | Tiro a volo                                | Larnaca Olympic Shooting Range                  |
| 7     | 11 - 24 aprile          | Lima             | Tiro a segno                               | Las Palmas Shooting Range                       |
| 8     | 25 aprile - 6 maggio    | Il Cairo         | Tiro a volo                                | Egypt International Olympic City Shooting Range |
| 9     | 8 - 15 maggio           | Baku             | Tiro a segno                               | Baku Olympic Shooting Range                     |
| 10    | 20 - 29 maggio          | Almaty           | Tiro a volo                                | Asanov Shooting Club                            |
| 11    | 6 - 17 luglio           | Lonato del Garda | Tiro a volo                                | Trap Concaverde                                 |
| 12    | 8 - 19 settembre        | Rio de Janeiro   | Tiro a segno                               | Centro Militar de Tiro Esportivo                |
| 13    | 18- 27 novembre         | Doha             | (Finale Coppa del Mondo) Tiro a segno/volo | Lusail Shooting Range                           |

## Risultati

### Tiro a segno

#### Uomini
| Data         | Località       | Specialità                     | Oro                                                                       | Argento                                                         | Bronzo                                                |
| ------------ | -------------- | ------------------------------ | ------------------------------------------------------------------------- | --------------------------------------------------------------- | ----------------------------------------------------- |
| 28 gennaio   | Giacarta       | Carabina 10 m                  | Naoya Okada                                                               | Konstantïn Malïnovskïy                                          | Marcus Madsen                                         |
| 29 gennaio   | Giacarta       | Pistola 10 m                   | Mukhammad Kamalov                                                         | İsmail Keleş                                                    | Muhamad Iqbal Raia Prabowa                            |
| 31 gennaio   | Giacarta       | Carabina 10 m a squadre        | Austria Bernhard Pickl Alexander Schmirl Martin Strempfl                  | Kazakistan Konstantïn Malïnovskïy Nïkïta Şaxtorïn Ïslam Sätpaev | Corea del Sud Mo Dai-seong You Jae-jin Kim Youn-jae   |
| 1º febbraio  | Giacarta       | Pistola 10 m a squadre         | Turchia Buğra Tavşan İsmail Keleș Yusuf Dikeç                             | Kazakistan Nïkïta Çïryukïn Aleksey Lotarev Valerïy Raxımjan     | Corea del Sud Kim Mo-se Han Seung-woo Kim Cheong-yong |
| 3 febbraio   | Giacarta       | Carabina 3 posizioni 50 m      | Zalán Pekler                                                              | István Péni                                                     | Maciej Kowalewicz                                     |
| 4 febbraio   | Giacarta       | Carabina 3 posizioni a squadre | Indonesia Mohammad Hasan Busri Trisnarmanto Trisnarmanto Fathur Gustafian | Kazakistan Ïslam Sätpaev Matvey Timofeev Konstantïn Malïnovskïy | Austria Thomas Mathis Bernhard Pickl Andreas Thum     |
| 5 febbraio   | Giacarta       | Pistola automatica 25 m        | Nïkïta Çïryukïn                                                           | Sergei Evglevski                                                | Song Jong-ho                                          |
| 7 febbraio   | Giacarta       | Pistola automatica a squadre   | Evento cancellato                                                         | Evento cancellato                                               | Evento cancellato                                     |
| 19 febbraio  | Il Cairo       | Pistola 10 m                   | Juraj Tužinský                                                            | Paolo Monna                                                     | Varun Tomar                                           |
| 21 febbraio  | Il Cairo       | Carabina 10 m                  | Rudrankksh Balasaheb Patil                                                | Maximilian Ulbrich                                              | Miran Maričić                                         |
| 22 febbraio  | Il Cairo       | Carabina 3 posizioni 50 m      | Aishwary Ratrap Singh Tomar                                               | Alexander Schmirl                                               | Andreas Thum                                          |
| 23 febbraio  | Il Cairo       | Pistola automatica 25 m        | Massimo Spinella                                                          | Clément Bessaguet                                               | Anish Anish                                           |
| 22 marzo     | Bhopal         | Pistola 10 m                   | Sarabjot Singh                                                            | Ruslan Lunev                                                    | Varun Tomar                                           |
| 24 marzo     | Bhopal         | Carabina 10 m                  | Sheng Lihao                                                               | Du Linshu                                                       | Rudrankksh Balasaheb Patil                            |
| 25 marzo     | Bhopal         | Carabina 3 posizioni 50 m      | Du Linshu                                                                 | István Péni                                                     | Jan Lochbihler                                        |
| 26 marzo     | Bhopal         | Pistola automatica 25 m        | Zhang Jueming                                                             | Clément Bessaguet                                               | Christian Reitz                                       |
| 13 aprile    | Lima           | Pistola 10 m                   | Damir Mikec                                                               | Zhang Bowen                                                     | İsmail Keleş                                          |
| 15 aprile    | Lima           | Carabina 10 m                  | Zalán Pekler                                                              | Naoya Okada                                                     | Jiří Přívratský                                       |
| 17 aprile    | Lima           | Carabina 3 posizioni 50 m      | Jiří Přívratský                                                           | István Péni                                                     | Petr Nymburský                                        |
| 17 aprile    | Lima           | Pistola automatica 25 m        | Clément Bessaguet                                                         | Matěj Rampula                                                   | Ruslan Lunev                                          |
| 10 maggio    | Baku           | Pistola 10 m                   | Sajad Poorhosseini                                                        | Oleh Omel'čuk                                                   | Robin Walter                                          |
| 12 maggio    | Baku           | Carabina 10 m                  | Zalán Pekler                                                              | Hriday Hazarika                                                 | Sheng Lihao                                           |
| 13 maggio    | Baku           | Carabina 3 posizioni 50 m      | Jiří Přívratský                                                           | Serhij Kuliš                                                    | Petr Nymburský                                        |
| 14 maggio    | Baku           | Pistola automatica 25 m        | Li Yuehong                                                                | Clément Bessaguet                                               | Florian Peter                                         |
| 14 settembre | Rio de Janeiro | Pistola 10 m                   | Federico Nilo Maldini                                                     | Emils Vasermanis                                                | Lauris Strautmanis                                    |
| 16 settembre | Rio de Janeiro | Carabina 10 m                  | Danilo Sollazzo                                                           | Maximilian Dallinger                                            | Jon-Hermann Hegg                                      |
| 17 settembre | Rio de Janeiro | Carabina 3 posizioni 50 m      | Liu Yukun                                                                 | Jon-Hermann Hegg                                                | István Péni                                           |
| 18 settembre | Rio de Janeiro | Pistola automatica 25 m        | Jean Quiquampoix                                                          | Lu Zhiming                                                      | Oskar Miliwek                                         |
|              | Doha           | Pistola 10 m                   | Robin Walter                                                              | Paolo Monna                                                     | Juraj Tužinský                                        |
|              | Doha           | Carabina 10 m                  | Zalán Pekler                                                              | Lazar Kovacevic                                                 | Jiří Přívratský                                       |
|              | Doha           | Carabina 3 posizioni 50 m      | Lucas Bernard Denis Kryzs                                                 | Liu Yukun                                                       | Jon-Hermann Hegg                                      |
|              | Doha           | Pistola automatica 25 m        | Florian Peter                                                             | Li Yuehong                                                      | Anish Bhanwala                                        |

#### Donne
| Data         | Località       | Specialità                     | Oro                                                               | Argento                                                               | Bronzo                                                                               |
| ------------ | -------------- | ------------------------------ | ----------------------------------------------------------------- | --------------------------------------------------------------------- | ------------------------------------------------------------------------------------ |
| 28 gennaio   | Giacarta       | Carabina 10 m                  | Eszter Mészáros                                                   | Aneta Stankiewicz                                                     | Laura-Georgeta Ilie                                                                  |
| 29 gennaio   | Giacarta       | Pistola 10 m                   | Oh Ye-jin                                                         | Sylvia Steiner                                                        | Liu Heng Yu                                                                          |
| 31 gennaio   | Giacarta       | Carabina 10 m a squadre        | Kazakistan Aleksandra Le Anastasïya Grïgoreva Elïzaveta Bezrwkova | Singapore Natanya Tan Huiyi Fernel Tan Qian Ni Martina Lindsay Veloso | Indonesia Audrey Zahra Dhiyaanisa Khairunnisa Salsabela Masayyu Putri Fadillah       |
| 1º febbraio  | Giacarta       | Pistola 10 m a squadre         | Corea del Sud Kim Ju-hee Oh Min-kyung Oh Ye-jin                   | Uzbekistan Nigina Saidqulova Alina Tarasova Sitora Ergashboeva        | Indonesia Lily Sulistyadewi Tirthajaya Rihadatul Asyifa Arista Perdana Putri Darmoyo |
| 3 febbraio   | Giacarta       | Pistola 25 m                   | Sylvia Steiner                                                    | Teh Xiu Hong                                                          | Kwak Jung-hye                                                                        |
| 4 febbraio   | Giacarta       | Pistola 25 m a squadre         | Singapore Teh Xiu Hong Teo Shun Xie Teh Xiu Yi                    | Corea del Sud Oh Min-kyung Kawk Jung-hye Hwang Seong-eun              | Kazakistan Olga Aksenova Ïrïna Yunwsmetova Säwle Älimbek                             |
| 4 febbraio   | Giacarta       | Carabina 3 posizioni 50 m      | Arïna Altwxova                                                    | Nina Christen                                                         | Rikke Mæng Ibsen                                                                     |
| 5 febbraio   | Giacarta       | Carabina 3 posizioni a squadre | Svizzera Sarina Hitz Franziska Stark Chiara Leone                 | Kazakistan Arïna Altwxova Elïzaveta Bezrwkova Aleksandra Le           | Indonesia Vidya Rafika Rahmatan Toyyiba Diaz Kusumawardani Audrey Zahra Dhiyaanisa   |
| 19 febbraio  | Il Cairo       | Pistola 10 m                   | Veronika Major                                                    | Zorana Arunović                                                       | Anna Korakakī                                                                        |
| 21 febbraio  | Il Cairo       | Carabina 10 m                  | Seonaid McIntosh                                                  | Nina Christen                                                         | Tilottama Sen                                                                        |
| 22 febbraio  | Il Cairo       | Pistola 25 m                   | Veronika Major                                                    | Doreen Vennekamp                                                      | Teh Xiu Yi                                                                           |
| 23 febbraio  | Il Cairo       | Carabina 3 posizioni 50 m      | Jeanette Hegg Duestad                                             | Nina Christen                                                         | Jenny Stene                                                                          |
| 22 marzo     | Bhopal         | Pistola 10 m                   | Li Xue                                                            | Doreen Vennekamp                                                      | Qian Wei                                                                             |
| 24 marzo     | Bhopal         | Carabina 10 m                  | Huang Yuting                                                      | Mary Carolynn Tucker                                                  | Aleksandra Le                                                                        |
| 25 marzo     | Bhopal         | Pistola automatica 25 m        | Doreen Vennekamp                                                  | Du Ziyue                                                              | Manu Bhaker                                                                          |
| 26 marzo     | Bhopal         | Carabina 3 posizioni 50 m      | Zhang Qiongyue                                                    | Aneta Brabcová                                                        | Sift Kaur Samra                                                                      |
| 13 aprile    | Lima           | Pistola 10 m                   | Jiang Ranxin                                                      | Klaudia Breś                                                          | Zhao Nan                                                                             |
| 15 aprile    | Lima           | Carabina 10 m                  | Wang Zhilin                                                       | Eszter Mészáros                                                       | Jeanette Hegg Duestad                                                                |
| 16 aprile    | Lima           | Carabina 3 posizioni 50 m      | Xia Siyu                                                          | Shi Mengyao                                                           | Jeanette Hegg Duestad                                                                |
| 16 aprile    | Lima           | Pistola 25 m                   | Feng Sixuan                                                       | Anastasija Nimec'                                                     | Zhao Nan                                                                             |
| 10 maggio    | Baku           | Pistola 10 m                   | Anna Korakakī                                                     | Olena Kostevyč                                                        | Rhythm Sangwan                                                                       |
| 12 maggio    | Baku           | Carabina 10 m                  | Han Jiayu                                                         | Nancy Nancy                                                           | Huang Yuting                                                                         |
| 13 maggio    | Baku           | Pistola 25 m                   | Feng Sixuan                                                       | Hanieh Rostamian                                                      | Doreen Vennekamp                                                                     |
| 14 maggio    | Baku           | Carabina 3 posizioni 50 m      | Seonaid McIntosh                                                  | Jeanette Hegg Duestad                                                 | Lisa Müller                                                                          |
| 14 settembre | Rio de Janeiro | Pistola 10 m                   | Elmira Karapetyan                                                 | Wang Siyu                                                             | Qian Wei                                                                             |
| -            | Rio de Janeiro | Carabina 10 m                  | non svolto                                                        | non svolto                                                            | non svolto                                                                           |
| 17 settembre | Rio de Janeiro | Pistola 25 m                   | Veronika Major                                                    | Shang Kaiyan                                                          | Chen Yan                                                                             |
| -            | Rio de Janeiro | Carabina 3 posizioni 50 m      | non svolto                                                        | non svolto                                                            | non svolto                                                                           |
|              | Doha           | Pistola 10 m                   | Li Xue                                                            | Zhao Nan                                                              | Jiang Ranxin                                                                         |
|              | Doha           | Carabina 10 m                  | Aneta Stankiewicz                                                 | Zhilin Wang                                                           | Jeanette Hegg Duestad                                                                |
|              | Doha           | Carabina 3 posizioni 50 m      | Jeanette Hegg Duestad                                             | Jenny Stene                                                           | Lisa Müller                                                                          |
|              | Doha           | Pistola automatica 25 m        | Feng Sixuan                                                       | Doreen Vennekamp                                                      | Zhao Nan                                                                             |

#### Misti
| Data         | Località       | Specialità                     | Oro                                                               | Argento                                    | Bronzo                                               |
| ------------ | -------------- | ------------------------------ | ----------------------------------------------------------------- | ------------------------------------------ | ---------------------------------------------------- |
| 30 gennaio   | Giacarta       | Carabina 10 m a squadre        | Ungheria Eszter Mészáros István Péni                              | Austria Jasmin Kitzbichler Martin Strempfl | Svezia Isabelle Johansson Marcus Madsen              |
| 30 gennaio   | Giacarta       | Carabina 10 m a squadre        | Ungheria Eszter Mészáros István Péni                              | Austria Jasmin Kitzbichler Martin Strempfl | Polonia Aneta Stankiewicz Maciej Kowalewicz          |
| 30 gennaio   | Giacarta       | Pistola 10 m a squadre         | Indonesia Arista Perdana Putri Darmoyo Muhamad Iqbal Raia Prabowa | Corea del Sud Oh Min-kyung Kim Mo-se       | Kazakistan Ïrïna Yunwsmetova Valerïy Raxımjan        |
| 30 gennaio   | Giacarta       | Pistola 10 m a squadre         | Indonesia Arista Perdana Putri Darmoyo Muhamad Iqbal Raia Prabowa | Corea del Sud Oh Min-kyung Kim Mo-se       | Austria Sylvia Steiner Richard Zechmeister           |
| 6 febbraio   | Giacarta       | Pistola 25 m a squadre         | Evento cancellato                                                 | Evento cancellato                          | Evento cancellato                                    |
| 6 febbraio   | Giacarta       | Carabina 3 posizioni a squadre | Svizzera Franziska Stark Jan Lochbihler                           | Svizzera Christoph Dürr Sarina Hitz        | Kazakistan Elïzaveta Bezrwkova Ïslam Sätpaev         |
| 21 febbraio  | Il Cairo       | Carabina 10 m a squadre        | India Narmada Nithin Raju Rudrankksh Balasaheb Patil              | Ungheria Eszter Dénes István Péni          | Germania Lisa Müller Maximilian Dallinger            |
| 21 febbraio  | Il Cairo       | Pistola 10 m a squadre         | India Rhythm Sangwan Varun Tomar                                  | Serbia Zorana Arunović Damir Mikec         | Germania Sandra Reitz Robin Walter                   |
| 23 marzo     | Bhopal         | Carabina 10 m a squadre        | Cina Huang Yuting Sheng Lihao                                     | Ungheria Eszter Dénes István Péni          | India Narmada Nithin Raju Rudrankksh Balasaheb Patil |
| 23 marzo     | Bhopal         | Pistola 10 m a squadre         | Cina Qian Wei Liu Jinyao                                          | India Rhythm Sangwan Varun Tomar           | Cina Li Xue Hu Pengqi                                |
| 14 aprile    | Lima           | Carabina 10 m a squadre        | Ungheria Eszter Dénes Zalán Pekler                                | Francia Océanne Muller Brian Baudouin      | Polonia Aneta Stankiewicz Tomasz Bartnik             |
| 14 aprile    | Lima           | Pistola 10 m a squadre         | Serbia Zorana Arunović Damir Mikec                                | Cina Jiang Ranxin Zhang Bowen              | Cina Zhao Nan Hu Kai                                 |
| 11 maggio    | Baku           | Carabina 10 m a squadre        | Cina Huang Yuting Sheng Lihao                                     | Cina Wang Zhilin Yang Haoran               | Rep. Ceca Aneta Brabcová František Smetana           |
| 11 maggio    | Baku           | Pistola 10 m a squadre         | India Divya Thadigol Subbaraju Sarabjot Singh                     | Serbia Zorana Arunović Damir Mikec         | Turchia Şimal Yılmaz İsmail Keleş                    |
| 15 settembre | Rio de Janeiro | Carabina 10 m a squadre        | Germania Jannsen Anna Ulbrich Maximilian                          | Ungheria Meszaros Eszter Pekler Zalan      | Israele Tashtchiev Olga Richter Sergey               |
| 15 settembre | Rio de Janeiro | Pistola 10 m a squadre         | Serbia Zorana Arunović Damir Mikec                                | Cina Qian Wei Shuaihang Bu                 | Italia Maria Varricchio Paolo Monna                  |

### Tiro a volo

#### Uomini
| Data       | Località | Specialità      | Oro                                                            | Argento                                                           | Bronzo                                                 |
| ---------- | -------- | --------------- | -------------------------------------------------------------- | ----------------------------------------------------------------- | ------------------------------------------------------ |
| 15 gennaio | Rabat    | Skeet           | Nikolaos Mavrommatis                                           | Azmy Mehelba                                                      | Valerio Palmucci                                       |
| 17 gennaio | Rabat    | Skeet a squadre | Stati Uniti Christian Elliott Conner Lynn Prince Dustan Taylor | Kuwait Mohammad Al-Daihani Abdulaziz Al-Saad Mansour Al-Rashedi   | Azerbaigian Fuad Gurbanov Javid Hasanov Emin Jafarov   |
| 21 gennaio | Rabat    | Fossa olimpica  | Matthew Coward-Holley                                          | David Kostelecký                                                  | João Azevedo                                           |
| 23 gennaio | Rabat    | Fossa a squadre | Croazia Giovanni Cernogoraz Josip Glasnović Anton Glasnović    | Portogallo João Azevedo José Manuel Bruno Faria Armelim Rodrigues | Stati Uniti Derek Haldeman William Hinton Derrick Mein |
| 7 marzo    | Doha     | Skeet           | Gabriele Rossetti                                              | Vincent Hancock                                                   | Luigi Lodde                                            |
| 11 marzo   | Doha     | Fossa olimpica  | Oğuzhan Tüzün                                                  | Matthew Coward-Holley                                             | Prithviraj Tondaiman                                   |
| 28 marzo   | Larnaca  | Skeet           | Erik Pittini                                                   | Eetu Kallioinen                                                   | Sven Korte                                             |
| 1º aprile  | Larnaca  | Fossa olimpica  | Anton Glasnović                                                | Andreas Makri                                                     | Abdel-Aziz Mehelba                                     |
| 29 aprile  | Il Cairo | Skeet           | Gabriele Rossetti                                              | Elia Sdruccioli                                                   | Jesper Hansen                                          |
| 4 maggio   | Il Cairo | Fossa olimpica  | Jiří Lipták                                                    | Massimo Fabbrizi                                                  | James Willett                                          |
| 23 maggio  | Almaty   | Skeet           | Efthimios Mitas                                                | Georgios Achilleos                                                | Giancarlo Tazza                                        |
| 27 maggio  | Almaty   | Fossa olimpica  | Massimo Fabbrizi                                               | James Willett                                                     | Khaled Al-Mudhaf                                       |
| 12 luglio  | Lonato   | Skeet           | Jesper Hansen                                                  | Tammaro Cassandro                                                 | Eetu Kallioinen                                        |
| 16 luglio  | Lonato   | Fossa olimpica  | Nathan Hales                                                   | Ying Qi                                                           | Prithviraj Tondaiman                                   |
|            | Doha     | Skeet           | Emil Kjelgaard Petersen                                        | Azmy Mehelba                                                      | Elia Sdruccioli                                        |
|            | Doha     | Fossa olimpica  | Abdel Aziz Mehelba                                             | Daniele Resca                                                     | Nathan Hales                                           |

#### Donne
| Data       | Località | Spec.           | Oro                                                      | Argento                                                                | Bronzo                                                 |
| ---------- | -------- | --------------- | -------------------------------------------------------- | ---------------------------------------------------------------------- | ------------------------------------------------------ |
| 15 gennaio | Rabat    | Skeet           | Kim Rhode                                                | Emmanouela Katzouraki                                                  | Konstantia Nikolaou                                    |
| 17 gennaio | Rabat    | Skeet a squadre | Kazakistan Zoya Kravçenko Äsem Orınbay Adel Sadakbaeva   | Stati Uniti Katharina Monika Jacob Kim Rhode Dania Jo Vizzi            | Bahrein Latifa Al-Najem Maryam Al-Asam Maryam Hassani  |
| 21 gennaio | Rabat    | Fossa olimpica  | Mar Molné Magriña                                        | Safiye Sarıtürk                                                        | Rachel Tozier                                          |
| 23 gennaio | Rabat    | Fossa a squadre | Stati Uniti Julia Stallings Aeriel Skinner Rachel Tozier | Kazakistan Marïya Dmïtrïenko Ayjan Dosmağambetova Anastasïya Prïlepïna | Kuwait Hajar Abdulmalik Sarah Al-Hawal Shahad Al-Hawal |
| 7 marzo    | Doha     | Skeet           | Kim Rhode                                                | Samantha Simonton                                                      | Simona Scocchetti                                      |
| 11 marzo   | Doha     | Fossa olimpica  | Penny Smith                                              | Zuzana Rehák-Štefečeková                                               | Alicia Kathleen Gough                                  |
| 28 marzo   | Larnaca  | Skeet           | Danka Barteková                                          | Gao Jinmei                                                             | Francisca Crovetto                                     |
| 1º aprile  | Larnaca  | Fossa olimpica  | Lucy Charlotte Hall                                      | Wu Cuicui                                                              | Penny Smith                                            |
| 29 aprile  | Il Cairo | Skeet           | Jiang Yiting                                             | Simona Scocchetti                                                      | Nadine Messerschmidt                                   |
| 4 maggio   | Il Cairo | Fossa olimpica  | Maria Inês Barros                                        | Lin Yi Chun                                                            | Wang Xiaojing                                          |
| 23 maggio  | Almaty   | Skeet           | Äsem Orınbay                                             | Ganemat Sekhon                                                         | Darshna Rathore                                        |
| 27 maggio  | Almaty   | Fossa olimpica  | Mar Molné Magriña                                        | Fátima Gálvez                                                          | Catherine Skinner                                      |
| 12 luglio  | Lonato   | Skeet           | Dania Vizzi                                              | Samantha Simonton                                                      | Jiang Yiting                                           |
| 16 luglio  | Lonato   | Fossa olimpica  | Laetisha Scanlan                                         | Fátima Gálvez                                                          | Rümeysa Pelin Kaya                                     |
|            | Doha     | Skeet           | Äsem Orınbay                                             | Chiara Di Marziantonio                                                 | Dania Vizzi                                            |
|            | Doha     | Fossa olimpica  | Silvana Stanco                                           | Fátima Gálvez                                                          | Jessica Rossi                                          |

#### Misti
| Data       | Località | Spec.           | Oro                                                    | Argento                                        | Bronzo                                                     |
| ---------- | -------- | --------------- | ------------------------------------------------------ | ---------------------------------------------- | ---------------------------------------------------------- |
| 16 gennaio | Rabat    | Skeet a squadre | Stati Uniti Katharina Monica Jacobs Conner Lynn Prince | Stati Uniti Dania Jo Vizzi Christian Elliott   | Grecia Ioannis Gkogkolakis Emmanouela Katzouraki           |
| 22 gennaio | Rabat    | Fossa a squadre | Stati Uniti Rachel Tozier Derrick Mein                 | Polonia Tomas Pasierbski Sandra Bernal         | Portogallo Ana Rita Rodrigues Armelim Rodrigues            |
| 8 marzo    | Doha     | Skeet a squadre | Stati Uniti Vincent Hancock Kim Rhode                  | Francia Éric Delaunay Lucie Anastassiou        | Italia Luigi Lodde Diana Bacosi                            |
| 12 marzo   | Doha     | Fossa a squadre | Stati Uniti William Hinton Alicia Kathleen Gough       | Kuwait Talal Al-Rashidi Sarah Al-Hawal         | Polonia Piotr Kowalczyk Sandra Bernal                      |
| 29 marzo   | Larnaca  | Skeet a squadre | Germania Sven Korte Nadine Messerschmidt               | Cipro Petros Englezoudis Anastasia Eleftheriou | Cile Héctor Flores Francisca Crovetto                      |
| 2 aprile   | Larnaca  | Fossa a squadre | Portogallo João Azevedo Maria Inês Barros              | Stati Uniti Glenn Eller Alicia Kathleen Gough  | Slovacchia Adrián Drobný Zuzana Rehák-Štefečeková          |
| 24 maggio  | Almaty   | Skeet a squadre | Italia Tammaro Cassandro Chiara Cainero                | Kazakistan Edward Eşçenko Äsem Orınbay         | Italia Gabriele Rossetti Diana Bacosi                      |
| 28 maggio  | Almaty   | Fossa a squadre | Kazakistan Viktor Hassyanov Mariya Dmitrienko          | Turchia N Tolga Tuncer Rümeysa Pelin Kaya      | Iran Mohammad Hossein Parvaresh Nia Marziyeh Parvaresh Nia |
| 13 luglio  | Lonato   | Skeet a squadre | Stati Uniti Austen Smith Vincent Hancock               | Cile Hector Flores Francisca Crovetto          | Kazakistan Edward Eşçenko Äsem Orınbay                     |
| -          | Lonato   | Fossa a squadre | Non svolto                                             | Non svolto                                     | Non svolto                                                 |

## Medagliere

### Tiro a segno
| Pos.   | Paese         | Oro | Argento | Bronzo | Totale |
| ------ | ------------- | --- | ------- | ------ | ------ |
| 1      | Cina          | 16  | 6       | 7      | 29     |
| 2      | Ungheria      | 8   | 6       | 0      | 14     |
| 3      | India         | 6   | 3       | 9      | 18     |
| 4      | Kazakistan    | 3   | 5       | 4      | 12     |
| 5      | Svizzera      | 2   | 4       | 1      | 7      |
| 6      | Austria       | 2   | 3       | 3      | 8      |
| 7      | Serbia        | 2   | 3       | 0      | 5      |
| 8      | Corea del Sud | 2   | 2       | 4      | 8      |
| 8      | Rep. Ceca     | 2   | 2       | 4      | 8      |
| 10     | Indonesia     | 2   | 0       | 4      | 6      |
| 11     | Gran Bretagna | 2   | 0       | 0      | 2      |
| 12     | Francia       | 1   | 4       | 0      | 5      |
| 13     | Germania      | 1   | 3       | 7      | 11     |
| 14     | Singapore     | 1   | 2       | 1      | 4      |
| 15     | Turchia       | 1   | 1       | 2      | 4      |
| 16     | Giappone      | 1   | 1       | 0      | 2      |
| 16     | Iran          | 1   | 1       | 0      | 2      |
| 16     | Italia        | 1   | 1       | 0      | 2      |
| 16     | Uzbekistan    | 1   | 1       | 0      | 2      |
| 20     | Norvegia      | 1   | 1       | 3      | 5      |
| 21     | Grecia        | 1   | 0       | 1      | 2      |
| 22     | Slovacchia    | 1   | 0       | 0      | 1      |
| 23     | Ucraina       | 0   | 4       | 0      | 4      |
| 24     | Polonia       | 0   | 2       | 3      | 5      |
| 25     | Azerbaigian   | 0   | 1       | 1      | 2      |
| 26     | Stati Uniti   | 0   | 1       | 0      | 1      |
| 27     | Svezia        | 0   | 0       | 2      | 2      |
| 28     | Australia     | 0   | 0       | 1      | 1      |
| 28     | Croazia       | 0   | 0       | 1      | 1      |
| 28     | Danimarca     | 0   | 0       | 1      | 1      |
| 28     | Romania       | 0   | 0       | 1      | 1      |
| 28     | Taipei cinese | 0   | 0       | 1      | 1      |
| Totale | Totale        | 55  | 55      | 57     | 167    |

### Tiro a volo
| Pos.   | Paese         | Oro | Argento | Bronzo | Totale |
| ------ | ------------- | --- | ------- | ------ | ------ |
| 1      | Stati Uniti   | 8   | 5       | 3      | 16     |
| 2      | Italia        | 5   | 3       | 7      | 15     |
| 3      | Kazakistan    | 3   | 2       | 0      | 5      |
| 4      | Portogallo    | 2   | 1       | 2      | 5      |
| 5      | Grecia        | 2   | 1       | 1      | 4      |
| 6      | Gran Bretagna | 2   | 1       | 0      | 3      |
| 6      | Spagna        | 2   | 1       | 0      | 3      |
| 8      | Croazia       | 2   | 0       | 0      | 2      |
| 9      | Cina          | 1   | 2       | 1      | 4      |
| 10     | Turchia       | 1   | 2       | 0      | 3      |
| 11     | Australia     | 1   | 1       | 3      | 5      |
| 12     | India         | 1   | 1       | 2      | 4      |
| 13     | Slovacchia    | 1   | 1       | 1      | 3      |
| 14     | Rep. Ceca     | 1   | 1       | 0      | 2      |
| 15     | Germania      | 1   | 0       | 2      | 3      |
| 16     | Cipro         | 0   | 3       | 1      | 4      |
| 17     | Kuwait        | 0   | 2       | 2      | 3      |
| 18     | Egitto        | 0   | 1       | 1      | 2      |
| 18     | Polonia       | 0   | 1       | 1      | 2      |
| 20     | Finlandia     | 0   | 1       | 0      | 1      |
| 20     | Francia       | 0   | 1       | 0      | 1      |
| 20     | Messico       | 0   | 1       | 0      | 1      |
| 20     | Taipei cinese | 0   | 1       | 0      | 1      |
| 24     | Cile          | 0   | 0       | 2      | 2      |
| 25     | Azerbaigian   | 0   | 0       | 1      | 1      |
| 25     | Bahrein       | 0   | 0       | 1      | 1      |
| 25     | Danimarca     | 0   | 0       | 1      | 1      |
| 25     | Iran          | 0   | 0       | 1      | 1      |
| Totale | Totale        | 33  | 33      | 33     | 99     |

### Totale
| Pos.   | Paese         | Oro | Argento | Bronzo | Totale |
| ------ | ------------- | --- | ------- | ------ | ------ |
| 1      | Cina          | 17  | 8       | 8      | 33     |
| 2      | Stati Uniti   | 8   | 6       | 3      | 17     |
| 3      | Ungheria      | 8   | 6       | 0      | 14     |
| 4      | India         | 7   | 4       | 11     | 22     |
| 5      | Kazakistan    | 6   | 7       | 4      | 17     |
| 6      | Italia        | 6   | 4       | 7      | 17     |
| 7      | Gran Bretagna | 4   | 1       | 0      | 5      |
| 8      | Rep. Ceca     | 3   | 3       | 4      | 10     |
| 9      | Grecia        | 3   | 1       | 2      | 6      |
| 10     | Svizzera      | 2   | 4       | 1      | 7      |
| 11     | Germania      | 2   | 3       | 9      | 14     |
| 12     | Austria       | 2   | 3       | 3      | 8      |
| 13     | Turchia       | 2   | 3       | 2      | 7      |
| 14     | Serbia        | 2   | 3       | 0      | 5      |
| 15     | Corea del Sud | 2   | 2       | 3      | 7      |
| 16     | Portogallo    | 2   | 1       | 2      | 5      |
| 17     | Slovacchia    | 2   | 1       | 1      | 4      |
| 18     | Spagna        | 2   | 1       | 0      | 3      |
| 19     | Indonesia     | 2   | 0       | 4      | 6      |
| 20     | Croazia       | 2   | 0       | 1      | 3      |
| 21     | Francia       | 1   | 5       | 0      | 6      |
| 22     | Singapore     | 1   | 2       | 1      | 4      |
| 23     | Australia     | 1   | 1       | 4      | 6      |
| 24     | Norvegia      | 1   | 1       | 3      | 5      |
| 25     | Iran          | 1   | 1       | 1      | 3      |
| 26     | Giappone      | 1   | 1       | 0      | 2      |
| 26     | Uzbekistan    | 1   | 1       | 0      | 2      |
| 28     | Ucraina       | 0   | 4       | 0      | 4      |
| 29     | Polonia       | 0   | 3       | 4      | 7      |
| 30     | Cipro         | 0   | 3       | 1      | 4      |
| 31     | Kuwait        | 0   | 2       | 2      | 4      |
| 32     | Azerbaigian   | 0   | 1       | 2      | 3      |
| 33     | Egitto        | 0   | 1       | 1      | 2      |
| 33     | Taipei cinese | 0   | 1       | 1      | 2      |
| 35     | Finlandia     | 0   | 1       | 0      | 1      |
| 35     | Messico       | 0   | 1       | 0      | 1      |
| 37     | Cile          | 0   | 0       | 2      | 2      |
| 37     | Danimarca     | 0   | 0       | 2      | 2      |
| 37     | Svezia        | 0   | 0       | 2      | 2      |
| 40     | Bahrein       | 0   | 0       | 1      | 1      |
| 40     | Romania       | 0   | 0       | 1      | 1      |
| Totale | Totale        | 91  | 91      | 93     | 275    |